# Архітоннер

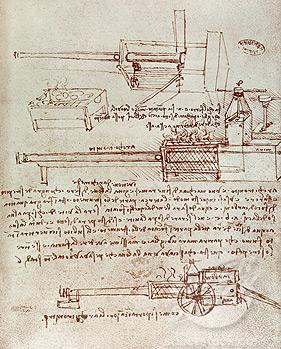
Рисунок Леонардо да Вінчі

Архітоннер (італ. Architronito) — проєкт парової гармати, опис якої міститься в документах Леонардо да Вінчі, що датуються кінцем XV століття, хоча він приписує її винахід Архімеду в 3 столітті до нашої ери.
Опис Леонардо загубився серед його документів, доки його знову відкрив Етьєн-Жан Делеклюз із Французького інституту в 1838 році та опублікував у журналі L'Artiste у 1841 році, вже після того, як був винайдений сучасний паровий двигун високого тиску.

## Опис
Нижче наведено найбільш вірогідний спосіб роботи з наведеного опису. Звичайна дульнозарядна гармата мала б міцну металеву трубу, що з'єднує вентильований кінець, де зазвичай розміщується запал, із мідним котлом, що закінчується нижче рівня води всередині, але описує перевернуту букву U над нею, як сифон. Вогонь з деревного вугілля нагрівав вентиляційний кінець гармати та котла так, що метал кінця гармати розжарювався до червоного, а котел інтенсивно кипів. Пара могла б виходити з котла через отвір із нагвинченою різьбою, щоб не було накопичення тиску. Щоб вистрілити з гармати, ковпачок щільно закручували в отвір котла, викликаючи миттєве підвищення тиску пари в котлі. Це змусило б киплячу воду по сифонній трубці потрапляти в основу гармати. Тут вона торкалася розпечених стінок гармати, різко підвищуючи тиск і вивільняючись з гарматним ядром з дула.
Вага гарматного ядра описується як один талант. Римський талант становив 32,3 кг, хоча вага різнилася в різних регіонах стародавнього світу на кілька кілограмів.